# متزاگو
متزاگو (به ایتالیایی: Mezzago) یک کومونه در ایتالیا است که در استان مونتزا و بریانتزا واقع شده‌است.

## خصوصیات
متزاگو ۴٫۲ کیلومترمربع مساحت و ۳٬۵۸۸ نفر جمعیت دارد.

## خواهرخوانده
شهرهای Saint-Pierre-de-Chandieu و Reilingen خواهرخوانده‌های متزاگو هستند.